# Гірнича промисловість Австралії
Гірнича промисловість Австралії

## Загальна характеристика
Гірнича промисловість Австралії входить у число 5 найбільших продуцентів мінеральної сировини у світі. У 1960—2000 рр. видобуток корисних копалин в Австралії постійно розширювався. В Австралії високорозвинені вугільна, залізорудна, марганцево-, золото-, нікеле- та титанодобувна, бокситова, вольфрамова, міднорудна, олов'яна, свинцево-цинкова, уранова і гірничохімічна промисловість. Видобувається пірит, тальк, природні бітуми, азбест, циркон, монацит, бісмут (побічний продукт переробки свинцевих та мідних руд), тантал, алмази, будівельна сировина, дорогоцінне та виробне каміння. Австралія є світовим провідним виробником програмного забезпечення виконання гірничих робіт. Гірничодобувна промисловість, в якій велика частка належить іноземному капіталу, дає понад 1/3 всієї промислової продукції країни і має експортну спрямованість. Більшість прибуткових родовищ Австралії розташовані близько до поверхні землі. Австралійська мінеральна сировина експортується більш ніж в 100 країн світу, насамперед — в країни Азії. Загальна вартість мінеральної продукції країни у 1994-95 фінансовому році становила 26 млрд 741 млн австралійських доларів, динаміка позитивна (+4 % річних). Австралія випереджає інші країни по виробництву бокситів, алмазів, свинцю і циркону. Вона є найбільшим у світі експортером вугілля, залізних руд, бокситів, алмазів, свинцю, алмазів та цирконового концентрату. Австралія посідає 2-е місце у світі за експортом бокситів і урану і 3-є місце — за експортом золота й алюмінію. Наприкінці XX ст. найбільшою галуззю добувної промисловості є вугільна, на частку кам'яного вугілля припадає 10 % австралійського експорту, другою в країні за значенням є алюмінієва підгалузь (боксити, глинозем, алюміній). Загалом в 1995—1996 добувна промисловість давала 4 % ВВП Австралії, а продукція цієї галузі становила 22 % експорту. У 2000 експорт вугілля склав до 185 млн т, залізної руди до 188 млн т, бокситів до 14 млн т, глинозему до 13 млн т, алюмінію до 2 млн т, міді до 600 тис. свинцю до 500 тис. т, цинку до 640 тис. т.
Мінеральний експорт Австралії у 1999—2000 становив $43,8 млрд, в 2001—2002 оцінювався бл. $54,6 млрд ($31 млрд — метали і металічні корисні копалини), прогноз на 2002—2003 рр. — $59,9 млрд За 1980—2000 рр. експорт мінералів становив загалом близько $500 млрд. Нафтогазова промисловість Австралії пов'язана з відкриттям у 1953 р. родовища Раф-Рейндж. Видобуток нафти й газу в промислових масштабах у країні ведеться з 1960 р. (нафтове родовище Муні та ін.). Найбільша фірма, що здійснює розвідку й видобуток нафти і газу в Австралії в 1990-х рр. — американська монополія «ESSO». Спільно з австралійською компанією «Broken Hill Proprietary Со. Ltd.» («ВНР») вона веде видобуток в басейні Гіпсленд та ін. У розробці нафтогазових родовищ беруть участь також компанії «Shell» і «British Petroleum» («ВР»). Видобуток нафти в Австралії наприкінці XX ст. становив 30 млн т/рік, в тому числі майже половина з басейну Гіпсленд.
У 1995—1996 в Австралії видобуто майже 30 млрд м³ газу, переважно з родовищ району Гіпсленд і шельфу північно-західного узбережжя. Всі столиці штатів і багато які інші міста сполучені трубопроводами з газовими родовищами. Брисбен отримує газ з родовищ Сурат; Сідней, Канберра і Аделаїда — з басейну Купер-Ероманга та родовища Ґіджилпа; Мельбурн — з шельфу Гіпсленда; Перт — з родовищ Донгара-Мандара і шельфу у північно-західного узбережжя; Дарвін — з родовищ басейну Амадіус. Австралія поступово розширює виробництво зрідженого нафтового газу. У 1995—1996 було вироблено 3,6 млрд л цього газу.

## Вугільна промисловість
Див. також Вугілля Австралії
За видобутком кам'яного вугілля Австралія станом на 2001 р. посідає 4-те місце у світі після Китаю, США, та Індії. Динаміка вуглевидобутку (млн т): 1990 — 159; 1994 — 177; 1998 — 219; 1999 — 227; 2000 — 224; 2001 — 238 [Локер С., 2000, Лондон]. Згідно з [Mining Annual Review] у 2002 р. очікувався видобуток вугілля 267,8 млн т. Головний басейн, де добувається високоякісне кам'яне вугілля, лежить поблизу Ньюкасла, Сіднея, Кембла. Кам'яне вугілля добувається також на стику Нового Південного Уельсу і Квінсленду, в Центральному Квінсленді в басейні Боуен і в Східному Квінсленді в басейні Блер-Атол. Близько 2/3 видобутку припадає на Новий Південний Уельс (головним чином підземним способом), інша частина на Квінсленд (головним чином відкритим способом).
Коксівне вугілля добувають з родовищ поблизу Ньюкасла і Вуллонгонга. Напівбітумінозне вугілля розробляється в районах Іпсуїч і Каллайд у Квінсленді, Лі-Крік у Південній Австралії і Фінгал у Тасманії. Найбільше родовище Західної Австралії лежить у Коллі за 320 км на південь від Перта. У долині Латроб у Вікторії експлуатують великі родовища бурого вугілля: три основних пласти там розробляються відкритим способом.
Австралія — провідний експортер вугілля у світі: 30 % морських перевезень вугілля припадає на Австралію. Половина експорту вугілля прямує в Японію, друга частина — у країни АТР і ЄС, переважно в Нідерланди й Велику Британію. Експорт вугілля у 2001 р. становив $11 млрд, а у 2002 — $13,2 млрд (оцінка). Динаміка експорту австралійського вугілля: 1960 — понад 1 млн т, середина 1980-х рр. — 70-80 млн т. (тоді Австралія стала найбільшим експортером вугіллям у світі), до 2010 р очікується експорт в обсязі бл. 230—240 млн т/рік.

## Залізорудна галузь
Австралія — один з провідних світових продуцентів та експортерів залізної руди. Залізорудна промисловість Австралії домінує на ринках країн Азії внаслідок сприятливого географічного положення, стійкості торгових зв'язків і сталої репутації за якістю продукції і надійністю постачання. Руди всіх родовищ Австралії розробляються відкритим способом і не збагачуються. Видобуток залізних руд в Австралії становив (млн т): 2000 р — 176,3; 2001 р — 180,5; 2002 — 184. Позитивна динаміка забезпечується головним чином двома провідними виробниками — BHP Billiton і Rio Tinto. BHP Billiton виробляє близько 60-65 млн т. залізної руди щорічно (головним чином в регіоні Pilbara). До 2005 р. заплановано збільшити видобуток компанії до 90 млн т. Hamersley Iron — дочірня компанія Rio Tinto (шість рудників в Pilbara) видобула в 2001 р близько 69 млн т.
Залізняк є однією з основних статей експорту Австралії за останні 30 років. Руда зазвичай доставляється і складується в штабеля на узбережжі, які потім завантажуються на кораблі. Експорт залізних руд з Австралії склав: у 2000 р. — 165,2 млн т, 2001 р. — 164,4 в млн т, 2002 — 163 млн т ($5,5 млрд). [Mining J. — 2002. — 339, № 8693. — Р. 25-27). Прогнозують, що до 2007 р експорт зросте до 191 млн т (на 17 %). Австралія зміцнює своє положення на ринках залізорудної сировини Південно-Східної Азії. Цьому насамперед сприяють висока якість руд, сприятливі умови доставки і стійкі зв'язки зі споживачами. Практично всі країни Південно-Східної Азії з розвиненою сталеливарною промисловістю забезпечуються рудами з Австралії.
Більшість залізних рудників, багато з яких найбільші у світі, зосереджені в Західній Австралії (Pilbara region). Залізорудні підприємства Австралії характеризуються високим рівнем технічного оснащення і технологічністю. Залізні руди всіх родовищ основного залізорудного басейну Хамерслі розробляються відкритим способом і не вимагають збагачення, що дозволяє підтримувати високу рентабельність залізорудного виробництва і зберігати стабільний ринок збуту. Провідна австралійська гірничодобувна компанія BHP Ltd, діє тут спільно з південнокорейською сталеливарною компанією POSCO.
Компанія Meekatharra Minerals підготувала комплекс залізорудних гірничо-металургійних підприємств SASE в штаті Південна Австралія. Проєктна потужність чавуноливарного заводу комплексу 2,5 млн т/рік. Ресурси вугілля в регіоні комплексу 15095 млн т, в тому числі запаси 3795 млн т, ресурси руди — 1000 млн т з вмістом Fe 31-41 %. Введення комплексу в експлуатацію — 2002 р.
Велика австралійська гірничодобувна компанія Hamersley Iron на початку 1999 р. ввела в експлуатацію новий рудник Яндікугіна за 70 км на захід від родовища Ньюмен. Запаси гематитової руди рудника оцінюються в 310 млн т при середньому вмісті заліза 58,5 %. Виробничі потужності рудника 15–20 млн т/рік. Внаслідок проведених заходів щодо розширення виробничих потужностей діючих рудників і завдяки освоєнню нових родовищ компанія може посісти провідне місце в країні з видобутку руд і вийти на обсяг експортного постачання товарного залізняку в 70 млн т.
Компанія Robe River Iron Associates розпочала експлуатувати родовище Уест-Анджелес. Розробка його буде проводитися на двох ділянках з сумарними ресурсами руди в 1 млрд т і підтвердженими запасами 440 млн т. Вміст заліза в рудах тут перевищує 62 %. Заплановано добувати 20 млн т сирого залізняку на рік. Забезпеченість запасами руди становить 25 років. Початок відробки родовища — 2002—2003 рр., потужність зростатиме від 7 млн т/рік до 20 млн т у 2010 р.
У незначних масштабах (до 3 млн т на рік) виробництвом товарного залізняку в Західній Австралії займаються австралійська компанія Portman Mining Ltd та китайська Anshan Iron and Steel Group. Вони розробляють родовища Кульяноббінґ і Кокату-Айленд.
Існує проєкт розширення залізодобувної компанії HIsmelt — СП Rio Tinto (60 % HIsmelt Corp.), US steelmaker Nucor Corp (25 %), Mitsubishi Corp (10 %) і китайської компанії Shougang Corp (5 %).

## Марганець
Видобуток марганцевої руди в Австралії здійснюється відкритим способом, набагато перевищує потреби країни, і більша частина всієї продукції експортується. Весь марганець надходить з острова Грут-Айленд у затоці Карпентарія.

## Нікель
Австралія стала головним світовим виробником нікелю після того, як цей метал був виявлений у 1966 в Камбалді, на південь від золотоносного району Калгурлі в Західній Австралії. У 1991 було видобуто 65,4 тис. т нікелю, у 2001 р — 194 тис. т, 2002 (оцінка) — 203 тис. т. Найважливішою подією кінця XX ст. в нікелевій промисловості світу стало освоєння трьох австралійських родовищ оксидно-силікатних (латеритних) кобальт-нікелевих руд: Муррін-Муррін, Кіс і Булонґ та відпрацювання на базі цих родовищ модифікованої технології автоклавного сірчанокислого вилуговування під високим тиском (HPAL). На початок 2000 р. продовжувалося освоєння техніки і технології переробки латеритних нікелевих руд кислотним вилуговуванням під тиском на трьох нових підприємствах. На підприємстві Murrin-Murrin компанії Anaconda Nickel виробництво Ni становило 45 тис. т/рік. У перспективі заплановано збільшення продуктивності підприємства до 100 тис. т Ni на рік. Компанія Centaur в 2000 р. планує виведення свого підприємства Cawse на проєктну продуктивність 10 тис. т Ni і 2,5 тис. т Cu на рік. На підприємстві Bulong компанії Preston Resources планове виробництво в 2000 р. 8 тис. т Ni і 700 т Cu при проєктній продуктивності 9 тис. т Ni на рік. Компанія WMC планує в 2000 р. збільшення виробництва Ni до 100—110 тис. т при 78 тис. т за 1999 р [Mining J. — 2000. — 334, 8568].
Прогнозують, що освоєння латеритних кобальт-нікелевих родовищ до 2005—2006 рр. призведе до збільшення виробництва первинного (головним чином, рафінованого) нікелю в Австралії на 430 тис. т.

## Поліметали
Австралія — основний світовий виробник цинку і свинцю, а також значний виробник срібла. У 2001 і 2002 рр. продукування свинцю за даними ABARE склало 726 000 т (725 000 т), цинку — 1.5 млн т (1.483 млн т), первинного срібла — 1,96 млн унцій (2,02 млн унцій). Головні виробничі центри включають Pillara на півночі Зах. Австралії, МакАртур-Рівер (McArthur River) на Північній Території, Маунт-Айза (Mt Isa), Кеннінґтон (Cannington) і Сенчурі (Century) в Квінсленді (Queensland), Брокен-Гілл (Broken Hill) в Новому Південному Уельсі і на західному узбережжі Тасманії. Найважливіший район видобутку цих металів — Маунт-Айза-Клонкаррі в західному Квінсленді, звідти руда надходить на збагачувальні підприємства в Маунт-Айзі і Таунсвіллі. Старіші, але все ще значні райони видобутку цих металів — Зіан-Дандас в Тасманії (з 1882) і Брокен-Гілл на заході Нового Південного Уельсу (з 1883). У перерахунку на метал в 1995—1996 було видобуто 774 тис. т свинцевої руди. У тому ж році було видобуто 1,3 млн т цинку. З випуску свинцю в концентратах Австралія на початку XXI ст. посідає перше, а цинку — друге (після Китаю) місце у світі. У країні виробляється близько 23 % свинцю від світового і 16 % — цинку (табл. 2).
Таблиця 2. — Динаміка виробництва в Австралії свинцю і цинку в концентратах, тис. т
Продукт 1996 1997 1998 1999 2000
Свинець 475 490 583 681 700
Цинк 1008 972 1013 1122 1420
За прогнозами експертів, виробництво цинку в концентратах в Австралії в найближчі роки буде зростати, і насамперед за рахунок збільшення потужності рудника Сенчері. Потрібно також чекати значного збільшення видобутку срібно-свинцево-цинкових руд і зростання виробництва концентратів на руднику Джорж-Фішер, чому буде сприяти можливість використання потужностей збагачувальних фабрик рудників, що вивільняються — Маунт-Айза і Гілтон.
Родовище Сенчурі (шт. Квінсленд) має два рудоносних горизонти середньою потужністю по 13 м кожний на глибині 100—200 м. Рудне тіло верхнього горизонту має високий вміст Zn, Pb, Ag, нижнього — Zn. Виявлені ресурси родовища Сенчурі — 102 млн т поліметалічних руд з середнім вмістом 12,2 % Zn, 1,7 % Pb і 45 г/т Ag. Розробку веде концерн Pasminco Ltd. Перші 10 тис. т цинкового к-ту отримані в грудні 1999 р. У 2001 р. — 880 тис. т цинкового і 70 тис. т свинцевого концентратів. У Zn-концентратах вміст Zn в середньому 57,5 %, Pb — 2,1 %, Cu — 0,33 %, Ag — 200 г/т, в Pb-концентраті — Pb — 55 %, Zn — 7,2 %, Cu — 0,01 %, Ag — 250 г/т.
Родовище Джорж-Фішер (за 22 км від Маунт-Айза) колчеданно-поліметалічного типу. Належить компанії MIM Holdings Ltd. Має 11 рудних пластових тіл. Ресурси — 108 млн т руди із вмістом Zn — 11,1 %, Pb — 5,4 %, Ag — 93 г/т. Підтверджені запаси двох детально розвіданих рудних тіл — 24 млн т руди із вмістом Zn — 9,1 %, Pb — 5,6 %, Ag — 128 г/т. Експлуатацію родовища розпочато в 2000 р. Продуктивність рудника Джорж-Фішер становить 170 тис. т Zn i 100 тис. т Pb та 155,5 т Ag в концентратах на рік.

## Срібло
Видобувають переважно як побічний продукт при видобутку свинцю і цинку. У 1991 було вироблено 1180 т срібла. Понад 95 % видобутку дають колчеданно-поліметалічні родовища Маунт-Айза, Брокен-Гілл, МакАртур-Рівер і інш. Починаючи з 1997 р. в Австралії відмічене значне зростання виробництва срібла, що пов'язано з початком експлуатації трьох великих срібно-свинцево-цинкових родовищ: Кеннінґтон, Сенчурі і Джорж-Фішер в штаті Квінсленд. Введення в експлуатацію цих комплексних родовищ дозволили Австралії збільшити видобуток срібла з 1020 т у 1996 р до 2060 т у 2000 р і вивели країну на 3-є місце у світі (після Мексики і Перу) за цим показником.

## Мідь
Найважливішим центром видобутку міді є район Маунт-Айза-Брокен-Гілл-Клонкаррі. У 1991 в Австралії виробили 1,3 млн т міді в перерахунку на мідний концентрат. За оцінкою Геологічної служби США в 2000 р. (у дужках дані за 1999 р.) в Австралії видобуто 735(735) тис. т Cu в руді (4-е місце після Чилі, США та Індонезії), у світі видобуто 13,082 (12,6) млн т.
За даними ABARE в 2001 і 2002 видобуток міді склав 895 і 878 тис. т. Рафіноване виробництво зросло: 518 і 595 тис. т. Найбільший мідний рудник Австралії — WMC's Olympic Dam в Півдній Австралії. Олімпік Дам (Olympic Dam) — головний виробник урану (4 380 т), продуцент золота і срібла (113 412 унцій і 912 859 унцій відповідно) — у 2001 виробив 200 523 т міді. Динаміка видобутку позитивна. У 2000 р. в складі міднодобувного комплексу Маунт-Айза був офіційно відкритий новий підземний рудник Інтерпрайз (Enterprise), який призначений для заміни вибуваючих до 2004 р. потужностей основного рудника цього комплексу. Введення нового підрозділу забезпечує продовження експлуатації комплексу Маунт-Айза ще на 20 років. Рудник розташований нижче наявних гірничих виробок і досягає глибини 1800 м. Він призначений для відробляння рудних тіл 3000 і 3500 з високим вмістом міді (до 4 %). Рудник стане найглибшим в Австралії і буде видобувати протягом десяти років 3,5 млн т руди щорічно.
За даними International Copper Study Group (ICSG) на межі ХХ–XXI ст. в Австралії намічаються до пуску нові мідні рудники Ріджуей та Гілл, а також мідеплавильні і рафінувальні заводи Олімпік-Дам-Ікспаншен і Кембла.
У межах розширення мідно-уранового комплексу «Олімпік-Дам», що належить компанії Western Mining Corp. (WMC), в Австралії побудований новий міделиварний завод, який дозволив збільшити потужність комплексу по випуску міді з 85 до 200 тис. т. Завод вартістю 1,6 млн дол. став до ладу у 1999 р. Виробництво міді на комплексі «Олімпік-Дам» у 1999 р. становило 138,3 тис. т, в 2000 р. — 200,4 тис. т. Австралія активно застосовує для добування міді технологію «рідинна екстракція — електроліз». У 1999 р. нараховувалося сім установок SX-EW (Маунт-Гордон/Ганпоудер і Маунт-Катберт в штаті Квінсленд; Ніфті і Гілл в штаті Західна Австралія, Олімпік-Дам в штаті Південна Австралія, Джіріламбоне в штаті Новий Південний Уельс, Пірі/Росбері в Тасманії. Всі установки мають невеликі виробничі потужності. Існує проєкт будівництва рудника Уайт-Рейндж, де мідь будуть також вилучати із застосуванням технології SX-EW.

## Золото
Наприкінці XX ст. золото добували в багатьох районах країни, але переважно в Західній Австралії. Усього в 1995—1996 було видобуто 264 т золота, причому 78 % — в Західній Австралії, де виділяється найбагатше родовище Калгурлі. У 1997 р видобуто 314 т золота, 1998 — 312 т, 1999 — 301 т, 2000 — 295 т, 2001 — 281 т. Скорочення видобутку зумовлене погашенням ряду старих підприємств, ліквідацією компанії Australian Resources і зниженням виробництва на ряді підприємств через технологічні ускладнення [World Gold (Gr. Brit.). — 2000. — 3, 3. — Р. 8-9].
Найбільші золотодобувні підприємства Австралії станом на 1998 за даними World Gold (Gr. Brit.): KCGM компаній Homestake і Normandy; Granny Smith компаній Placer Dome і Delta; St Ives компанії WMC; Jundee компанії Great Central; Telfer компанії Newcrest Mining; Mt Leyshon компанії Normandy; Kanowna Belle компаній Delta і North; Plutonic компанії Homestake; Bronzewing компанії Great Central; Boddington компаній Normandy(Acacia)Newcrest; Tarmoola компанії Pacmin Mining; Paddington компанії Goldfields; Tanami компанії Normandy; Big Bell Consol компанії Normandy; Sundise Dam компанії Acacia; Kidston компанії Placer Dome; Agnew компанії WMC; Pine Creek компанії Acacia; Chalice компанії Resolute; Tanami компанії Acacia.
Підготовлене до розробки (2002) Au-родовище Телфер (компанія Newcrest Mining Ltd.). Підтверджені запаси категорії measured (measured resources — відповідно С1) становлять 170 млн т руди із вмістом Au 1,3 г/т або 221 т золота (вміст міді — 0,17 %) і запаси категорії indicated (indicated resources — С2) — 250 млн т руди із вмістом Au 1,8 г/т або 450 т золота (вміст міді — 0,2 %). Загальні запаси золота 671 т. Ресурси по категорії inferred resources (Р1) — 110 млн т із вмістом Au 1,2 г/т або 132 т золота (вміст міді — 0,15 %). Проєкт передбачає 25-річне відпрацювання родовища з отриманням 572 т золота і 640 тис. т міді. У перші 10 років відробка руд буде вестися кар'єром з продуктивністю 14 млн т руди на рік, а потім 15 років — підземним способом з щорічним видобутком бл. 3,6 млн т руди [Mining Journal. 2002. V.339, № 8709].
При дорозвідці на діючих гірничорудних підприємствах Західної Австралії, проведеній на межі ХХ–XXI ст. встановлено, що на верхніх горизонтах родовища Боддінгтон, які можна відпрацьовувати глибокими кар'єрами, навіть в умовах низьких цін на золото можна рентабельно вилучити ще не менше 200 т золота.

## Уран
Розробка уранових родовищ Набарлек поблизу Джабіру на Північній території почалася в 1979, а родовища Олімпік-Дам в Південній Австралії в 1988. У 1995—1996 в першому районі було видобуто 3,2 тис. т, а у другому — 1,85 тис. т. У 1996 уряд Австралії, який в 1980-90 рр. обмежував видобуток урану, підтримав відкриття рудника Джабілука на Північній території, заплановано експлуатація родовища Беверлі в Південній Австралії.
На межі ХХ–XXI ст. Австралія посідає 2-ге місце у світі (після Канади) з виробництва природного урану — 6445 т у 1999 р. Виробництво урану в Австралії у 2002 р. становило 6908 т (дані World Nuclear Association). До 2015 р. прогнозується значний ріст виробництва урану — разом з Канадою до 25 000 т. Видобуток урану наприкінці XX ст. здійснюється на шахтах «Ренджер» і «Набарлек» у Північній території і з шахти «Олімпік-Дам» у Південній Австралії. Остання проводить комбінований видобуток міді, урану і золота. Видобуток урану на шахті становить близько 1,5 тис. т.

## Тантал
Австралійська компанія Sons of Gwalia (Перт) володіє 75 % розвіданих світових запасів танталових руд і забезпечує ~30 % світової потреби в цьому металі. Вона виробляє 725,7 т концентрату Ta2О5 на рік, що містить 30-40 % Ta2О5. Компанії належать 2 рудники. Рудник Greenbushes розробляють відкритим способом. Його запаси оцінюють в 44 тис. т Ta2О5. Рудник Wodgina розробляють підземним способом. Його запаси оцінюють в 27,4 тис. т Ta2О5. На першому родовищі одержують 30-відсотковий концентрат, на другому — 17-відсотковий (за Ta2О5), який відправляють у Перт, де його збагачують до 40-відсоткового. На першому руднику планують розширити видобуток до 2004 р. до 1130—1360 т/рік. Інший виробник Ta в Австралії — Australiasian Gold починає розробку родовища Dalgaranga і веде розвідку на родовищі Mt Deans. Буріння показало наявність на глибині 60 метрів рудного тіла в 9,1 млн т, що містить 1950 т Ta2О5 (за даними Metal Bull. Mon. — 2002. — Apr. — Р. 54-55).
Видобуток фірмою Sons of Gwalia танталових руд на родовищі Грінбушес (Greenbushes) у 2003 р. скоротився до 339 т проти 498 т в 2002 р, що викликано ситуацією на танталовому ринку. Другий рудник компанії — Уоджіна (Wodgina) виробляє близько 670 т/рік танталових концентратів низького сорту (із вмістом пентоксиду танталу 17 %). Загальне виробництво танталових концентратів на двох рудниках зберігається на рівні 990—1040 т/рік. Поліпшення ситуації очікується у 2004 р. [Metal Bulletin. 2002].

## Важкі піски
У 1995—1996 рр. в Австралії було видобуто 2,5 млн т важких пісків, що містять рутил, циркон і торій, титан. Австралія є головним світовим виробником титану, який видобувають у Західній Австралії. У 2001/2002 за даними ABARE було одержано 1,98 (оцінка) млн т (2,092 млн т — у 00/01) ільменітового концентрату, 32 000 т (34 000 т) концентрату лейкоксену, 206 000 т (209 000 т) концентрату рутилу, 687 000 т (650 000 т) синтетичного рутилу і 185 000 т (181 000 т) пігменту діоксиду титану. Прогнозується збільшення видобутку по кожному з цих продуктів всередині 2002/03 до 10 %. Головні області видобутку — Середній Захід (Mid-West) і Південний Захід (South-West). Головні компанії-продуценти: Iluka Resources, Cable Sands, Doral Mineral Industries, Ticor and US multinational Kerr McGee (Mining Annual Review 2002).

## Вольфрам
Австралія в минулому була основним світовим постачальником вольфраму, і досі значна частина його видобутку йде на експорт. Вольфрамові рудники є на північному сході Тасманії і на острові Кінг.

## Боксити, глинозем і алюміній
За видобутком бокситів (понад 40 млн т, що становить майже 40 % світового видобутку) Австралія наприкінці XX ст. перевершувала всі країни світу. Частка в світовому виробництві глинозему становить близько 37 % (11 млн т). Велика частина сировини продається за кордон. Основні видобувні регіони — Квінсленд, Західна Австралія і Північна територія. У 1995—1996 було видобуто 50,7 млн т бокситів. Частина бокситів йде на виробництво глинозему, а інша частина переробляється в алюміній. Боксити з родовища Вейпа направляють в Гладстон, де виробляють глинозем. Такі ж збагачувальні підприємства діють в Гов (Північна територія); Куінані і Пінджаррі (Західна Австралія) і Белл-Беє (Тасманія). У 1995—1996 в Австралії виробництво глинозему становило 13,3 млн т, більша його частина експортується. У той же час на підприємствах Австралії шляхом електролізу було вироблено 1,3 млн т алюмінію. За 1997—1998 звітний рік загальний видобуток бокситів в Австралії становив 45 млн т, виробництво глинозему 13,5 і виплавка первинного Al 1,6 млн т. Загальний експорт продукції алюмінієвої промисловості становив 5,99 млн австралійських доларів. у порівнянні з 4,87 млн австралійських доларів за 1996—1997 р. Основний видобуток бокситів проводився на площі Дарлінґ Ренджіс на південь від Перта в штаті Західна Австралія. Компанія Alcoa збільшує загальну продуктивність своїх глиноземних підприємств до 2,2 млн т/рік. У перспективі передбачається збільшення загального обсягу виробництва до 3,3 млн т/рік. Компанія Worsley планувала до 2000—2001 р. збільшення виробничих потужностей по глинозему від 1,75 до 3,10 млн т/рік.
У 2002 році за даними ABARE видобуто 54 млн т бокситу (у 2001 — та ж кількість), вироблено 16,45 млн т глинозему (2001 — 16,1 млн т), і 1,82 млн т первинного алюмінію (1,79 млн т). [Mining Annual Review 2002].

## Магній
Австралія два великі магнієві проєкти — Stanwell і SAMAG. Перше виробництво — 9 000 т/рік (відкриється в 2004), друге — 45 000 т/рік.

## Олово
Австралія має два основні олов'яні рудники і ряд інших що виробляють метал, як побічний продукт. Повний видобуток за 2001/02 — 9 640 т, 2000/2001 — 10 016 т. Переважна кількість олова Австралії видобувається на підземному руднику Ренісон-Белл в Тасманії.

## Алмази
Після відкриття родовищ алмазів на північному сході Західної Австралії в 1979 Австралія стала їх головним виробником. Видобуток алмазів на руднику Аргайл почався в 1983, і на межі ХХ–XXI ст. він вважається одним з найбільших у світі. Більша частина алмазів має промислове значення. У 1995—1996 Австралія експортувала майже 7200 кг алмазів. Компанія Rio Tinto — єдиний виробник алмазів в Австралії — істотно збільшила видобуток в 2002 р. — до 33,6 млн карат, що на 29 % більше результату 2001 р. Це сталося внаслідок відробляння на родовищі Аргайл, яке дає 96 % видобутку, багатих на алмази лампроїтів. Алмази в Австралії добуваються Rio Tinto також з алювіального розсипу біля трубки Аргайл (1,32 млн карат) і невеликих кімберлітових трубок на родовищі Мерлін (117 тис. карат). Крім того, наприкінці 2002 р. компанія Kimberly почала видобуток на родовищі Еллендейл, продуктивність якого поки становить близько 10 тис. кар../міс [Rapaport TradeWire].

## Платина
Видобуток платиноїдів у Австралії ще в зародку. На початку XXI ст. готується до відкриття перший рудник на континенті з видобутку МПГ (проєкт Panton на північ від Halls Creek). Ресурс МПГ-вмісних руд Panton-PGM оцінений в 64 млн т, вміст в них МПГ — 1,7 г/т, ресурс золотовмісних руд 10,4 млн т, вміст 5,8 г/т МГП+Au.

## Опал і сапфір
В Австралії добувається значна кількість опалу і сапфірів. На родовищах Кубер-Педі, Андамука і Мінтабе в Південній Австралії добувається більша частина дорогоцінного опалу у світі. Сапфіри добувають поблизу Глен-Іннеса та Інверелла в Новому Південному Уельсі і в Анакі в Квінсленді.

## Солі
Сіль в Австралії видобувають випаровуванням морської води, а також вод солоних озер. Чотири великих установки такого роду, що працюють у Західній Австралії (Дампір, озеро Лауд, Гедленд і затока Шарк), дають майже 80 % солі, що виробляються в країні. Більша частина її експортується в Японію, де використовується в хімічній промисловості. Для внутрішнього ринку сіль виготовляється на невеликих підприємствах, розташованих переважно в Південній Австралії, Вікторії і Квінсленді.

## Каолін
За період з 1939 по 1997 рр. Західна Австралія (осн. район видобутку) видобула 60,6 тис. т каоліну. Підприємство Greenbushes почало давати продукцію в 1984 р. і до грудня 1997 р. виробило 45 тис. т каоліну, який використовується головним чином для виробництва кераміки.

## Вогнетривкі глини
Цієї сировини різних сортів до 1997 р. було видобуто 5,7 млн т, з якої виготували цеглини, плитки і труби. Загальні запаси каоліну в Західній Австралії оцінені в 300 млн т, з яких лише 50 млн т високої якості [Miner. Resour. Bull. / Geol. Surv. West. Austral. — 1999. — № 19. — Р. 1-139].
Австралійська організація експортного маркетингу Austmine об'єднує понад 100 компаній гірничого машинобудування, обсяг експорту яких за 1998 р. становив 1 млрд австралійських доларів із збільшенням, що заплановано в 2005 р. до 3 млрд австралійських доларів.